# Eulerbach
Der Eulerbach ist ein rund 0,8 Kilometer langer rechter Nebenfluss des Liebochbaches in der Steiermark. Er entspringt nordnordwestlich des Hauptortes von Sankt Bartholomä, östlich der Gemeindegrenze zu Stallhofen und fließt ziemlich gerade insgesamt nach Nordosten. Nordnordöstlich von Sankt Bartholomä mündet etwas westlich der L336 in den Liebochbach, der kurz danach nach links abknickt.